# Grand Prix Velké Británie 2013
Grand Prix Velké Británie 2013 (oficiálně 2013 Formula 1 Santander British Grand Prix) se jela na okruhu Silverstone v Northamptonshire ve Velké Británii dne 30. června 2013. Závod byl osmým v pořadí v sezóně 2013 šampionátu Formule 1.

## Kvalifikace
| Poř.                       | No. | Jezdec              | Konstruktér          | Časy v kvalifikaci | Časy v kvalifikaci | Časy v kvalifikaci | Pořadí na startu |
| Poř.                       | No. | Jezdec              | Konstruktér          | Q1                 | Q2                 | Q3                 | Pořadí na startu |
| -------------------------- | --- | ------------------- | -------------------- | ------------------ | ------------------ | ------------------ | ---------------- |
| 1                          | 10  | Lewis Hamilton      | Mercedes             | 1:30.995           | 1:31.224           | 1:29.607           | 1                |
| 2                          | 9   | Nico Rosberg        | Mercedes             | 1:31.355           | 1:31.028           | 1:30.059           | 2                |
| 3                          | 1   | Sebastian Vettel    | Red Bull-Renault     | 1:31.559           | 1:30.990           | 1:30.211           | 3                |
| 4                          | 2   | Mark Webber         | Red Bull-Renault     | 1:31.605           | 1:31.002           | 1:30.220           | 4                |
| 5                          | 19  | Daniel Ricciardo    | Toro Rosso-Ferrari   | 1:32.097           | 1:31.182           | 1:30.757           | 5                |
| 6                          | 15  | Adrian Sutil        | Force India-Mercedes | 1:32.002           | 1:31.097           | 1:30.908           | 6                |
| 7                          | 8   | Romain Grosjean     | Lotus-Renault        | 1:31.466           | 1:31.530           | 1:30.955           | 7                |
| 8                          | 7   | Kimi Räikkönen      | Lotus-Renault        | 1:31.400           | 1:31.592           | 1:30.962           | 8                |
| 9                          | 3   | Fernando Alonso     | Ferrari              | 1:32.266           | 1:31.387           | 1:30.979           | 9                |
| 10                         | 5   | Jenson Button       | McLaren-Mercedes     | 1:31.979           | 1:31.649           |                    | 10               |
| 11                         | 4   | Felipe Massa        | Ferrari              | 1:32.241           | 1:31.779           |                    | 11               |
| 12                         | 18  | Jean-Éric Vergne    | Toro Rosso-Ferrari   | 1:32.105           | 1:31.785           |                    | 12               |
| 13                         | 6   | Sergio Pérez        | McLaren-Mercedes     | 1:31.953           | 1:32.082           |                    | 13               |
| 14                         | 11  | Nico Hülkenberg     | Sauber-Ferrari       | 1:32.168           | 1:32.211           |                    | 14               |
| 15                         | 16  | Pastor Maldonado    | Williams-Renault     | 1:32.512           | 1:32.359           |                    | 15               |
| 16                         | 17  | Valtteri Bottas     | Williams-Renault     | 1:32.664           |                    |                    | 16               |
| 17                         | 12  | Esteban Gutiérrez   | Sauber-Ferrari       | 1:32.666           |                    |                    | 17               |
| 18                         | 20  | Charles Pic         | Caterham-Renault     | 1:33.866           |                    |                    | 18               |
| 19                         | 22  | Jules Bianchi       | Marussia-Cosworth    | 1:34.108           |                    |                    | 19               |
| 20                         | 21  | Giedo van der Garde | Caterham-Renault     | 1:35.481           |                    |                    | 22               |
| 21                         | 23  | Max Chilton         | Marussia-Cosworth    | 1:35.858           |                    |                    | 20               |
| EX                         | 14  | Paul di Resta       | Force India-Mercedes | 1:32.062           | 1:31.291           | 1:30.736           | 21               |
| 107% času vítěze: 1:37.364 |     |                     |                      |                    |                    |                    |                  |
| Zdroj:                     |     |                     |                      |                    |                    |                    |                  |

Poznámky
1. ↑  Giedo van der Garde obdržel trest posunu o 5 míst vzad za zavinění kolize v předchozím závodě.
2. ↑  Paul di Resta byl vyřazen z kvalifikace, protože jeho auto nesplňovalo požadovanou váhu.

## Závod
| Poř.   | No. | Jezdec              | Konstruktér          | Počet kol | Čas/Odstoupení | Pořadí na startu | Body |
| ------ | --- | ------------------- | -------------------- | --------- | -------------- | ---------------- | ---- |
| 1      | 9   | Nico Rosberg        | Mercedes             | 52        | 1:32:59.456    | 2                | 25   |
| 2      | 2   | Mark Webber         | Red Bull-Renault     | 52        | + 0.765        | 4                | 18   |
| 3      | 3   | Fernando Alonso     | Ferrari              | 52        | + 7.124        | 9                | 15   |
| 4      | 10  | Lewis Hamilton      | Mercedes             | 52        | + 7.756        | 1                | 12   |
| 5      | 7   | Kimi Räikkönen      | Lotus-Renault        | 52        | + 11.257       | 8                | 10   |
| 6      | 4   | Felipe Massa        | Ferrari              | 52        | + 14.573       | 11               | 8    |
| 7      | 15  | Adrian Sutil        | Force India-Mercedes | 52        | + 16.335       | 6                | 6    |
| 8      | 19  | Daniel Ricciardo    | Toro Rosso-Ferrari   | 52        | + 16.543       | 5                | 4    |
| 9      | 14  | Paul di Resta       | Force India-Mercedes | 52        | + 17.943       | 21               | 2    |
| 10     | 11  | Nico Hülkenberg     | Sauber-Ferrari       | 52        | + 19.709       | 14               | 1    |
| 11     | 16  | Pastor Maldonado    | Williams-Renault     | 52        | + 21.135       | 15               |      |
| 12     | 17  | Valtteri Bottas     | Williams-Renault     | 52        | + 25.094       | 16               |      |
| 13     | 5   | Jenson Button       | McLaren-Mercedes     | 52        | + 25.969       | 10               |      |
| 14     | 12  | Esteban Gutiérrez   | Sauber-Ferrari       | 52        | + 26.285       | 17               |      |
| 15     | 20  | Charles Pic         | Caterham-Renault     | 52        | + 31.613       | 18               |      |
| 16     | 22  | Jules Bianchi       | Marussia-Cosworth    | 52        | + 36.097       | 19               |      |
| 17     | 23  | Max Chilton         | Marussia-Cosworth    | 52        | + 1:07.660     | 20               |      |
| 18     | 21  | Giedo van der Garde | Caterham-Renault     | 52        | + 1:07.759     | 22               |      |
| 19     | 8   | Romain Grosjean     | Lotus-Renault        | 51        | Úprava         | 7                |      |
| 20     | 6   | Sergio Pérez        | McLaren-Mercedes     | 46        | Defekt         | 13               |      |
| Ret    | 1   | Sebastian Vettel    | Red Bull-Renault     | 41        | Převodovka     | 3                |      |
| Ret    | 18  | Jean-Éric Vergne    | Toro Rosso-Ferrari   | 35        | Defekt         | 12               |      |
| Zdroj: |     |                     |                      |           |                |                  |      |

Poznámky
1. 1 2  Romain Grosjean a Sergio Pérez odstoupili ze závodu, ale byli klasifikován, protože odjeli více než 90 % délky závodu.

## Průběžné pořadí po závodě
Pohár jezdců
|  | Pořadí | Jezdec           | Body |
|  | ------ | ---------------- | ---- |
|  | 1      | Sebastian Vettel | 132  |
|  | 2      | Fernando Alonso  | 111  |
|  | 3      | Kimi Räikkönen   | 98   |
|  | 4      | Lewis Hamilton   | 89   |
|  | 5      | Mark Webber      | 87   |

Pohár konstruktérů
|   | Pořadí | Konstruktér          | Body |
| - | ------ | -------------------- | ---- |
|   | 1      | Red Bull-Renault     | 219  |
| 1 | 2      | Mercedes             | 171  |
| 1 | 3      | Ferrari              | 168  |
|   | 4      | Lotus-Renault        | 124  |
|   | 5      | Force India-Mercedes | 59   |